# Miguel José de Azanza
Miguel José de Azanza (20 de desembre de 1746, Aviz, Alentejo, Portugal - Bordeus, França, 20 de juny de 1826) fou Duc de Santa Fe, polític i militar espanyol de finals del segle xviii i principis del XIX. Com a polític va ostentar la cartera del Ministeri de la Guerra el 1793; des de 1798 fins a 1800 va ser virrei de la Nova Espanya (avui Mèxic), on va sufocar la rebel·lió dels matxets, que pretenia la independència de Mèxic; va ser també ministre d'Hisenda amb Ferran VII d'Espanya i col·laborador de Josep I Bonaparte. Com militar va lluitar contra els francesos el 1795 i va participar en el seu costat en la Guerra del Francès. En finalitzar la mateixa, va haver de marxar a l'exili a la localitat francesa de Bordeus, on va morir el 1836.

## Biografia
Miguel José de Azanza va néixer a la localitat navarresa d'Aviz, (Espanya), el 1746. Quan comptava amb 17 anys (algunes fonts assenyalen 19), va viatjar a Nova Espanya, actualment Mèxic, en companyia del seu oncle, José Martín d'Alegria. Allà es va col·locar com a secretari del visitador general José de Gálvez, amb el qual va recórrer la colònia coneixent molts dels seus problemes.
El 1771 va tornar a la metròpoli i es va allistar al regiment d'infanteria, però va abandonar la milícia per continuar ingressant la carrera diplomàtica al cos diplomàtic. Va ostentar la representació d'encarregat de negocis de l'ambaixada d'Espanya a Prússia i de secretari de l'ambaixada d'Espanya a Rússia. El desembre de 1795 va ser nomenat secretari d'Estat i més tard del Despatx de Guerra (ministre de la Guerra), càrrec que va mantenir fins a octubre de l'any següent (algunes fonts assenyalen que va entrar de ministre el 1773 i que es va mantenir tres anys en aquest càrrec).
Amb la caiguda en desgràcia de Manuel Godoy, primer ministre de Carles IV que va firmar la pau de Basilea amb França, Azanza és nomenat virrei de Nova Espanya. Molts van veure en aquest nomenament un "exili dolç" per al d'Aoiz.

## Virrei de Nova Espanya
El 1798 arriba de nou a Mèxic, aquesta vegada com a virrei, a substituir a Miguel Grua Talamanca y Branciforte que era un protegit de Manuel Godoy. Va prendre possessió del càrrec el 30 de maig. Va trobar un ambient de benvinguda i esperança basat en el desig dels habitants de Nova Espanya dels quals canviés la situació que l'anterior virrei havia anat provocant durant el seu mandat.
Azanza va anar desmobilitzant les concentracions de tropa que el seu antecessor havia fet i fortificant alguns punts del virregnat, com el Port de San Blas.
El 1799 va lluitar contra l'alçament independentista conegut com la rebel·lió dels matxets que liderava Pedro Portell. La conspiració que va urgir Portilla, pretenia l'expulsió dels espanyols peninsulars, els cridats gachupines, de la colònia. Parea ells va reunir un grup d'unes 20 persones armats de sables amb intenció d'apoderar-se del virrei ocupant el seu lloc, ja que ocuparia Portilla. La conspiració va quedar frustrada quan un dels participants, Francisco de Aguirre va posar els plans en coneixement de les autoritats.
Una de les accions menys conegudes del Miguel José de Azanza com a virrei a Mèxic va ser la de la netedat de la ciutat. Netedat que es va tenir com a referent l'extermini dels gossos de carrer. Els serens (policies nocturns de la ciutat) tenien ordre de matar tot gos vagabund que trobessin. S'estima que es van executar més de 14.000 animals entre els anys 1798 i 1801.
L'objectiu final era el de convertir la ciutat de Mèxic en una urbs a imatge i semblança de les grans ciutats europees d'aquella època. La construcció d'espais públics conformats per parcs i places molt netes, havia de ser completat per una certa aparença social. S'estima que l'ordre de l'extermini dels gossos, de la qual no hi havia justificació sanitària, perseguia en demostrar la força de les autoritats i l'advertir als component dels grups socials més baixos, que se solen fer acompanyar per gossos, que no eren benvinguts a la ciutat.
Les matances de gossos eren comunes a les ciutats europees. A Mèxic no es va dur a terme com era habitual a Europa. Dins del cos de serens es va obrir un via de desobediència que va arribar fins i tot a les direccions. L'origen d'aquesta actitud estava en la diferència de costum entre Europa i Amèrica. Mentre que a Europa els gossos eren considerats com una plaga que atreia les pesta i la malaltia, a Amèrica es mantenia una molt vella convivència amb ells. A Amèrica arribaven a alimentar-se amb ells i el gos era qui ajudava les ànimes a travessar el riu per arribar a Mictlán o vall dels morts. Les matances van acabar amb l'arribada del nou virrei, Félix Berenguer de Marquina que va ordenar suspendre-les el 1801.
El 1800 Azanza va tornar a Espanya accedint a llocs en el govern de la nació.

## La guerra de la Independència
El 1800 torna a la metròpoli on ocupa càrrecs rellevants. En març de 1808 després del motí d'Aranjuez, que va suposar la caiguda definitiva de Godoy, el rei Ferran VII d'Espanya el nomena secretari d'Hisenda. Azanza simpatitzava amb les idees nascudes de la Revolució Francesa i formava part del grup conegut com els afrancesats.
Va ser un dels redactors de l'Estatut de Baiona en què va participar a instàncies de Napoleó Bonaparte. Després del nomenament del germà de Napoleó com a rei d'Espanya, Josep I Bonaparte conegut com a Pepe botella, va ser responsable de la cartera d'Assumptes Exteriors i, des de 1811 ambaixador a París. José I el va nomenar Duc de Santa Fe.
En finalitzar la guerra de la Independència amb la derrota de les tropes napoleòniques Azanza es va exiliar a França on va romandre fins a la seva mort. La seva participació al costat dels francesos el van portar a ser jutjat, sent sentenciat a mort i confiscats la seva fortuna i béns.